# Charlotte Auerbach
Charlotte Auerbach, född den 14 maj 1899 i Krefeld i Tyskland,  död den 17 mars 1994, var en genetiker. 
Auerbach var dotter till kemisten Friedrich Auerbach och allmänläkaren Selma Auerbach.  Hon föddes i Krefeld men växte upp i Berlin dit familjen flyttat när hon var några år gammal.  Hennes intresse för naturen och biologi uppmuntrades av fadern, och hon studerade bland annat biologi på Berlins Universitet. 1924 tog hon examen i biologi, kemi och fysik. Hon tog även lärarexamen senare samma år.  De följande åren arbetade hon som lärare, och började på en doktorsexamen. Nazismens framväxt i Tyskland gjorde dock det svårt för Auerbach, som var judisk. 1933 lämnade hon landet och började studera vid Edinburghs universitet.
Auerbach blev välkänd efter 1942 då hon tillsammans med J. M. Robson upptäckte att senapsgas kan orsaka mutationer hos bananflugor. Denna upptäckt och hennes senare arbeten la grunden för mutagenes, det vill säga konsten att på konstgjord väg framställa mutationer i DNA. 1947 publicerade hon barnboken Adventures with Rosalind under namnet Charlotte Austen. 1977 fick hon utmärkelsen "The Royal Society Darwin Medal". En av hennes studenter var biologen Steve Jones. Hon har också fått en väg uppkallad efter sig, Charlotte-Auerbach-Straße i Stuhr-Brinkum.